# مارتن سيمويس
مارتن سيمويس هو لاعب كرة قدم برتغالي في مركز الهجوم، ولد في 21 يوليو 1996 في فيانا دو كاستيلو في البرتغال. لعب مع نادي أولهانينسي.

## وصلات خارجية
- مارتن سيمويس على موقع قاعدة بيانات كرة القدم.إي يو (الإنجليزية)
- مارتن سيمويس على موقع Soccerway.com (الإنجليزية)